# Тюо-ку (Кобе)
Тюо-ку（яп. 中央区, Центральный район) — один из девяти административных районов, составляющих город Кобе. Был образован в результате слияния районов Фукиаи-ку и Икута-ку к западу от Цветочного бульвара. Цветок района — петуния.

## Общие сведения
Тюо-ку играет роль центра города Кобе с тех пор, как органы городского правления переместились в этот район, который начал развиваться с открытием порта в эпоху Мэйдзи. Несмотря на то, что в период, прошедший с открытия порта и примерно до тех пор, как произошло землетрясение 1995 года, многие консульства с топонимом «Кобе» в официальных названиях были перенесены в Осаку, в Тюо-ку все ещё находится много почётных консульств и международных организаций.
В этом районе расположены такие туристические достопримечательности, такие, как Китано-тё Ямамото-дори (часть города, где сохранены важные памятники архитектуры, такие как Китано-Идзинкан), китайский квартал Нанкин-мати и бывшее поселение иностранцев, где проходит известный Фестиваль света в Кобе и организуется подсветка зданий.

## Территория
На севере Тюо-ку расположена гора Рокко, поэтому  здесь бывают сильные ветры, дующие с горы на побережье. Этот центральный район имеет небольшую протяженность с севера на юг, но зато вытянут с востока и запад. С точки зрения водителей он не слишком удобен, так как в нем больше улиц с односторонним движением и меньшим числом полос, чем в других районах Кобе.
Район Тюо-ку является центром города Кобе и состоит из торговых и деловых кварталов Санномия и Мотомати. В портовой зоне центрального района Кобе находятся Парк Мэрикен, Кобе-Харборленд и HAT Кобе, который служит новым центром восточной части города. Кроме того к Тюо-ку относится и большой искусственный остров Порт-Айленд, где расположен Аэропорт Кобе.
В 1995 году мощное землетрясение интенсивностью семь баллов нанесло значительный ущерб этому району. В настоящее время в некоторых местах все еще можно увидеть пострадавшие при землетрясении постройки.